# Macaranga modesta
Macaranga modesta är en törelväxtart som beskrevs av Ferdinand Albin Pax och Käthe Hoffmann. Macaranga modesta ingår i släktet Macaranga och familjen törelväxter.
Artens utbredningsområde är Java. Inga underarter finns listade i Catalogue of Life.